# Alberto Lattuada
Alberto Lattuada (Milão, 13 de novembro de 1914 — Roma, 3 de julho de 2005) foi um diretor e roteirista de cinema italiano.

## Vida

Em 1957.

Filho do compositor Felice Lattuada, Alberto cresceu em Milão e, desde novo, demostrava muito interesse pela literatura. Em 1932, aos dezoito anos, ele fundou uma pequena publicação bimensal chamada "Camminare", junto a seu companheiro de colégio Alberto Mondadori.
Cursou arquitetura na Politécnica de Milão, onde entrou em contato com Renato Castellani e Luigi Comencini, outros dois arquitetos-cineastas. Em 1940, colaborou no roteiro do filme "Piccolo Mondo Antico", de Mario Soldati, que foi premiado no ano seguinte no Festival de Cinema de Veneza.
A partir daí, Lattuada se tornaria um dos expoentes do neo-realismo. Ele também foi um dos grandes estudiosos do cinema italiano do pós-guerra. Ele fundou a Cinemateca Italiana. Suas produções foram do drama à comédia, passando pela adaptação de obras literárias, principalmente de escritores russos.
Alguns de suas principais trabalhos foram "O Bandido" (1946), "Sem Piedade" (1947), "O moinho de pó" (1948), "Mulheres e Luzes"" (1950), "O Capote" (1951) e "O Mafioso" (1962).

## Filmografia como diretor
- 1943 – Giacomo l'idealista
- 1945 – La nostra guerra
- 1945 – La freccia nel fianco (Sublime Recordação)
- 1946 – Il bandito (O Bandido)
- 1947 – Il delitto di Giovanni Episcopo (O Delito)
- 1948 – Senza pietà (Sem Piedade)
- 1949 – Il mulino del Po (O Moinho do Pó)
- 1950 – Luci del varietà (Mulheres e Luzes)
- 1951 – Anna (Anna)
- 1952 – Il cappotto (O Capote)
- 1953 – La lupa (A Loba)
- 1953 – L'amore in città – (Episódio: Gli italiani si voltano)
- 1954 – La spiaggia (Passado que condena)
- 1954 – Scuola elementare
- 1957 – Guendalina (Guendalina)
- 1959 – La tempesta (Tempestade)
- 1960 – I dolci inganni (Amantes e adolescentes)
- 1960 – Lettere di una novizia  (A Noviça Proibida)
- 1961 – L'imprevisto (O Rapto)
- 1962 – La steppa
- 1962 – Mafioso (O Mafioso)
- 1965 – La mandragola (A Mandrágora)
- 1967 – Don Giovanni in Sicilia (Don Juan à siciliana)
- 1967 – Matchless (O Incomparável Espião)
- 1969 – Fräulein Doktor
- 1969 – L'amica (A Amiga)
- 1970 – Venga a prendere il caffè da noi (Venha Tomar Café Conosco)
- 1973 – Bianco, rosso e... (O Pecado)
- 1973 – Sono stato io! (Eu, o culpado)
- 1974 – Le farò da padre (Quando o Sexo é Pecado)
- 1976 – Cuore di cane
- 1976 – Oh, Serafina!
- 1978 – Così come sei (Tentação Proibida)
- 1980 – La cicala
- 1981 – Nudo di donna – (Não creditado)
- 1985 – Cristoforo Colombo –  TV Minisérie
- 1986 – Una spina nel cuore
- 1988 – Fratelli – TV Minisérie
- 1989 – 12 registi per 12 città – (Episódio: Genova)
- 1989 – Mano rubata (TV)